# تدوگلوتاید
تِـدوگلوتاید (انگلیسی: Teduglutide) با نام تجاری گاتکس (در آمریکا) و رِوِستیو (در اروپا) یک آنالوگ GLP-2 است که ۳۳ پلی‌پپتید دارد و جهت درمان «سندرم رودهٔ کوتاه» (پس از روده‌برداری) بکار می‌رود.
روش اثر این دارو، افزایش رشد غشاء مخاطی و احتمالاً ترمیم و اعادهٔ ترشحات معده و تخلیهٔ آن است. این دارو در ایالات متحده آمریکا در ۲۱ دسامبر ۲۰۱۲ میلادی مورد پذیرش واقع شد.
عوارض شایع این دارو، احساس ناراحتی در شکم (۴۹٪ بیماران)، عفونت دستگاه تنفسی (۲۸٪)، تهوع (۲۷٪)، استفراغ (۱۴٪)، واکنش‌های موضعی در محل تزریق (۲۱٪) و سردرد (۱۷٪) است.
تفاوت تِـدوگلوتاید با GLP-2 طبیعی، تنها در یک اسید آمینه است: گلیسین، جایگزین آلانین شده‌است. همین یک تغییر کوچک، مانع تجزیهٔ آن توسط آنزیم «دی‌پپتیدیل پپتیداز» شده و نیمه عمرش را از ۷ دقیقه به ۲ ساعت افزایش می‌دهد؛ بدون آنکه تغییری در عملکرد فیزیولوژیک آن پدیدار شود. تِـدوگلوتاید موجب حفظ مخاط روده، افزایش جریان خود در روده‌ها، کاهش حرکات دیوارهٔ لولهٔ گوارش و ترشح اسید معده می‌شود.